# Gnigl
Gnigl ist ein Ortsteil, in etwas anderen Grenzen aber auch eine Katastralgemeinde der Statutarstadt Salzburg.

## Geographie
Der Stadtteil Gnigl liegt im Nordosten der Stadt, etwa 3 Kilometer vom Stadtzentrum entfernt, zwischen dem Kühberg, einem Vorberg des Gaisberg im Süden, und dem Heuberg im Norden. Der Siedlungsraum bildet den Taleingang des Alterbachs in die Salzkammergut-Berge, im Osten nähern sich die Hänge des Kühberges und Heuberges (Radauerkurven der Wolfgangseestraße), dann führt das Guggental Richtung Koppl. Im Südosten bilden Neuhauserstraße und Anton-Graf-Straße die uralte Grenzlinie gegen den Stadtteil Parsch. Im Norden begrenzt der Alterbach, der hier im großen Bogen der Salzach zufließt, den Stadtteil gegen Langwied und Sam. Im Westen bildet die Salzburg-Tiroler-Bahnlinie und der Rangierbahnhof (Verschubbahnhof) heute die schlüssige Grenze gegen Schallmoos. Im Stadtteil Gnigl mit seinen 149,9 ha leben gut 6.000 Bewohner.
Der Stadtteil umfasst:
- Obergnigl, der alten Dorfkern und die Lagen Richtung Guggenthal
- Niedergnigl, die alten Ortslagen an den beiden Fernstraßen
- Neuhauserfeld, eine junge städtische Siedlung unterhalb Obergnigl
- Gnigl Nord, ein junges Siedlungs- und Gewerbegebiet

Zur Katastralgemeinde Gnigl, deren Grenzen nur im historischen Zusammenhang schlüssig erklärbar werden, gehören auch fast der halbe Stadtteil Schallmoos auf der Westseite des Verschubbahnhofs (Schallmoos Ost), der untere Tel des Südhanges des Heuberges und der steile Nordabhang des Kühberges sowie der Schlossberg mit dem Schloss Neuhaus.
Nachbarstadtteile, -ortschaften und Katastralgemeinden
| Itzling (Stt.)    | Langwied (Stt.)                             | Heuberg (Stt., Salzburg u. Ortsch.)                                                                        |
| Schallmoos (Stt.) | Kompassrose, die auf Nachbargemeinden zeigt | Heuberg II (KG, Gem. Hallwang, Bez. Sbg.-Umgebung) Guggenthal (Ortsch., Gem. Hallwang, Bez. Sbg.-Umgebung) |
| Salzburg (Stt.)   | Parsch (Stt.)                               | Gaisberg (Stt.) Aigen (Salzburg) (Stt.)                                                                    |

## Geologie
Gnigl liegt direkt an der Grenze der Kalkalpen zur Rhenodanubischen Flyschzone: Der Kühberg ist Dachsteinkalk, Plattenkalk des Norium der Trias, 230–210 Millionen Jahren (mya) alt, die nordwestlichste Ecke des Vorkommens, das die nördliche Osterhorngruppe bildet. Der Heuberg bildet sich bei Gnigl aus Seisenburg-Formation, Schluff- und Tonstein, Tonmergel des unteren Campanium der Kreidezeit (80, vielleicht auch 90 mya). Die Störung läuft von Hammerau bei Ainring und dem Walserberg über das Salzburger Becken beim Mönchsberg, durchs Guggental und weiter zur Wolfgangsee-Störung.
In der letzten großen Eiszeit, der Würm-Kaltzeit (etwa vor 100.000–20.000 Jahren), teilte sich – wohl im Laufe des Rückgangs – der Salzachgletscher am Heuberg, und eine Gletscherzunge (Gnigler Lobus) schürfte ostwärts das Guggental aus, bis in den Thalgau, wo er auf den Traungletscher stieß. Im Zuge des Rückgangs bildete sich im Salzburger Becken ein umfangreicher Gletscherrandsee, dem die Bäche vom Moränenland hier west- und südwestwärts zuflossen. Die Gnigler Talstufe entstand durch die nacheiszeitliche weitere Eintiefung durch die Salzach und Nebengewässer und ist durch Bergsturzmaterial vom Gaisberg überdeckt.

## Geschichte

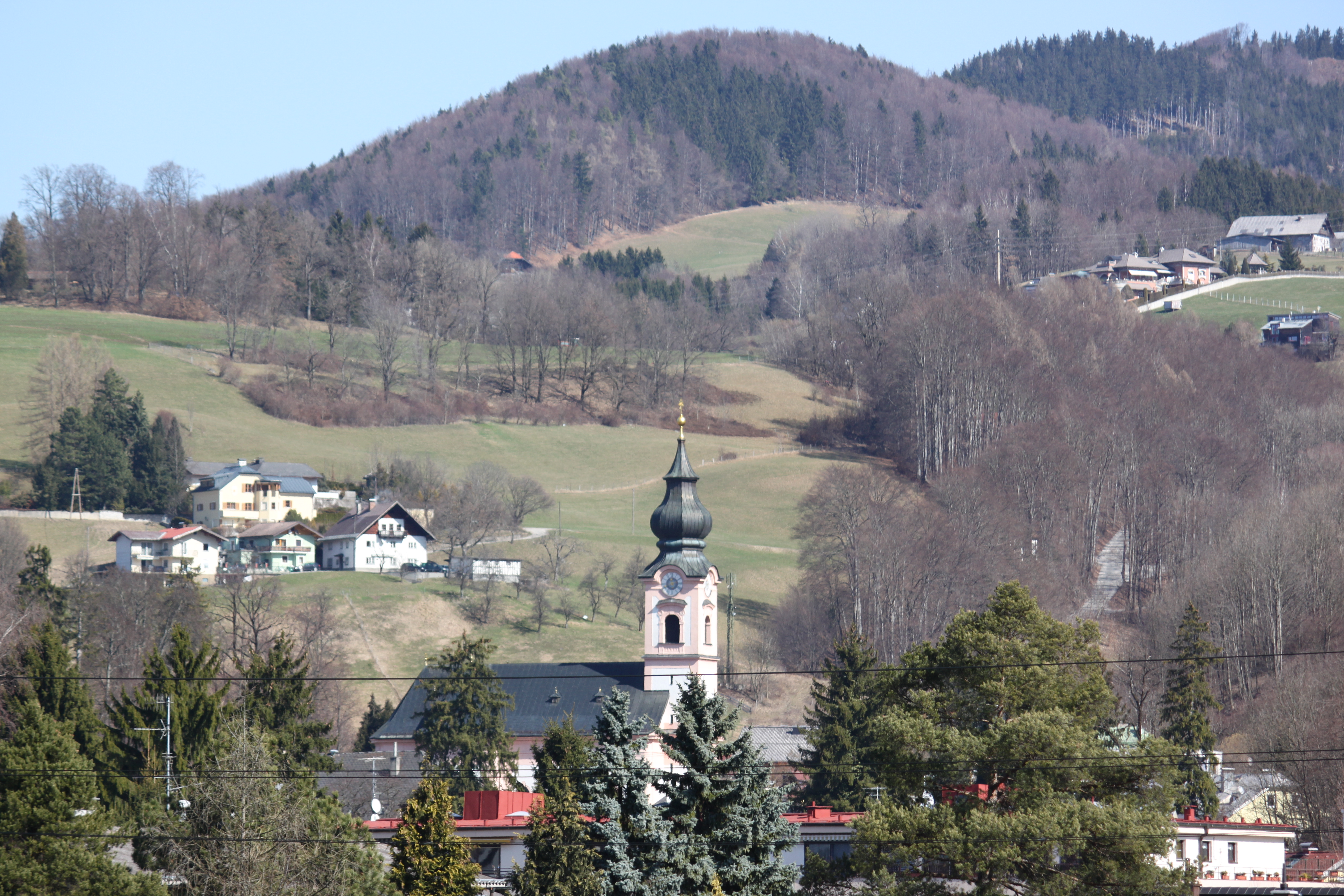
Die Pfarrkirche, gegen den Heuberg

Der Name Gnigl leitet sich vom Gniglerbach (heute Alterbach) her, der durch Gnigl fließt, dessen eigene Namensherkunft jedoch nicht eindeutig geklärt ist. Eine mögliche Erklärung leitet die Bezeichnung vom keltischen Wort Glanicle (‚klares Wasser‘, daher auch der Flussname Glan) her. Eine andere Hypothese nimmt einen Zusammenhang mit dem lateinischen cunicolus („Kanal, Schacht“) an; die angenommene römische Namensform Cunicola hätte dann „Bach am Graben“ bedeutet.
Die ältesten Hinweise auf menschliche Besiedlung im Gnigler Gebiet sind etwa 20 Keramikscherben der mittleren bis späten Bronzezeit, die südlich von Schloss Minnesheim gefunden wurden. Hinzu kommen weitere Einzelfunde und Siedlungsspuren in benachbarten Gemarkungen, die auch eine Nutzung des Areals in der anschließenden Eisenzeit belegen. Aus römischer Zeit stammt eine steinerne Baustruktur im Minnesheimpark, die häufig als Gallo-römischer Umgangstempel interpretiert wird, was aber keineswegs sicher ist. Etwa 80 Meter westlich wurden beim Bau des Bildungscampus Gnigl die Reste eines reichen römischen Anwesens (vermutlich einer Villa rustica) freigelegt, das einen Raum mit Fußbodenheizung (Hypokausten) aufwies und mit Mosaiken, Wandmalereien sowie importierten Marmorsorten ausgestattet war. Auch ein Brandgräberfeld des 1. und 2. Jahrhunderts n. Chr. ist in Gnigl nachgewiesen. Zwei römische Steindenkmäler, nämlich eine Grabinschrift und eine Aschenkiste, waren in der Neuzeit in Schloss Neuhaus aufgestellt; es ist jedoch nicht mehr zu ermitteln, ob sie ursprünglich aus der näheren Umgebung stammen. Aus frühmittelalterlicher Zeit wurden im Bereich des Hauses Linzer Bundesstraße 20 mehrere Bestattungen freigelegt, die zu einem Reihengräberfeld des 7. und 8. Jahrhunderts n. Chr. gehören.
Die Burganlage Schloss Neuhaus wurde vermutlich Wende 12./13. Jahrhundert erbaut, war seit dem 14. Jahrhundert Eigentum des Fürsterzbistums und Sommersitz, und ab 1508 Pfleggericht und später Landgericht für den ganzen Osten bis Eugendorf und Ursprung. Gnigl wurde Hofmark.
Im Mittelalter und der frühen Neuzeit war Gnigl wichtiges Mühlendorf, Verkehrsknotenpunkt, und auch für die Wasserversorgung der Stadt bedeutend (Wasserleitungen ab etwa 1485). Gnigl besitzt im Gegensatz zu allen anderen alten Stadtteilen zwei getrennte historische Siedlungskerne: das alte Mühlendorf Obergnigl an der alten Straße nach Ebensee ins Salzkammergut (Salz) und Eisenstraße in die Steiermark (Grazer Bundesstraße, noch im 18. Jahrhundert eine bedeutende Feilenhauerei), mit der Dorfkirche, und das Handwerker- und Kleinbauerndorf Niedergnigl (heute öfter auch als Untergnigl bezeichnet) an der Linzer (Bundes-)Straße Richtung Wien.

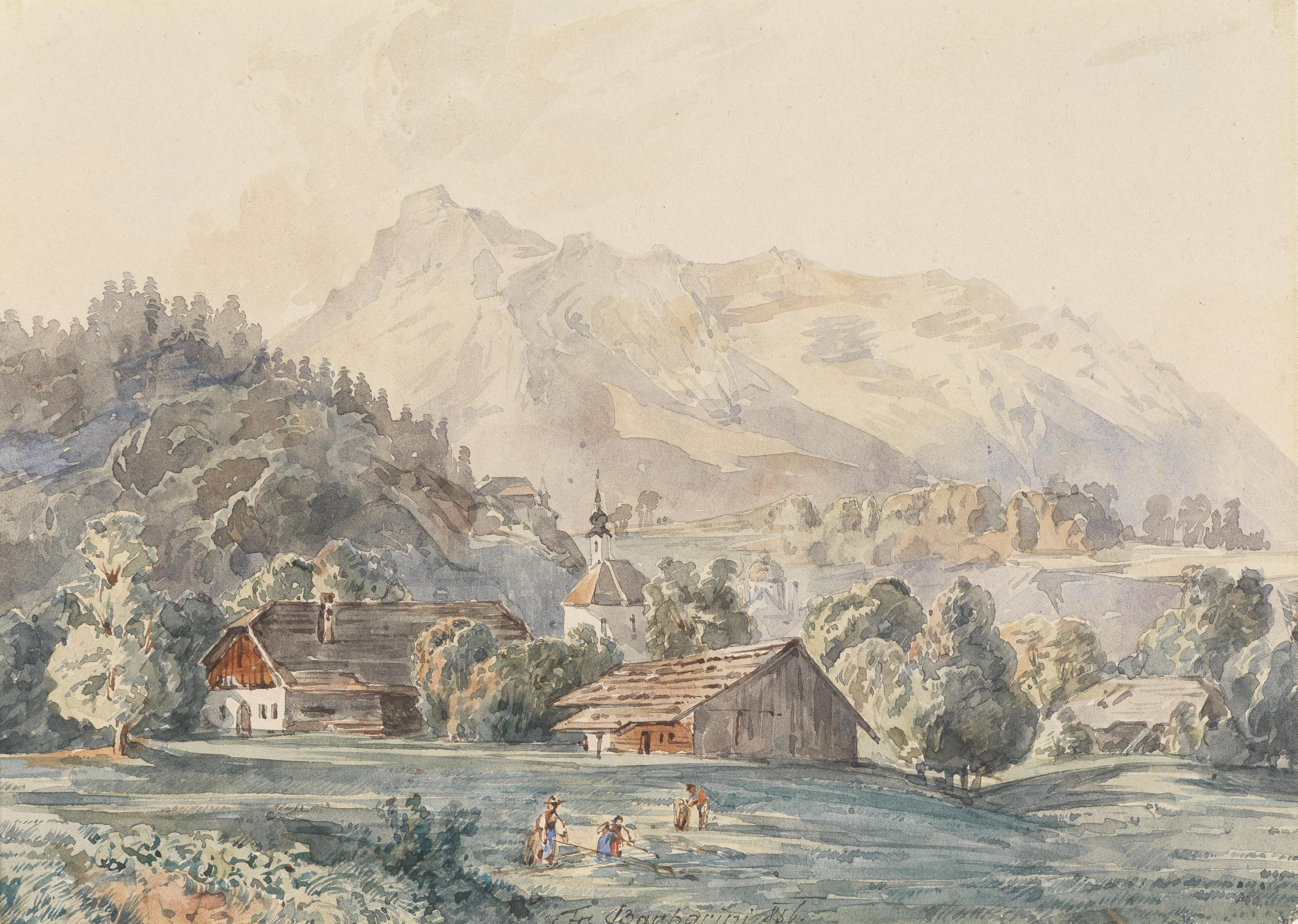
Franz Barbarini. Gnigl in 1856

Nach Ende des Fürsterzbistums kam Salzburg an Österreich ob der Enns, und bei Schaffung der Ortsgemeinden während der Revolution von 1848/1849 im Kaisertum Österreich wurde Gnigl Gemeinde, gleichzeitig kam Itzling als Ortschaft zu Gnigl (zeitweise Doppelgemeinde Gnigl-Itzling). Auch Guggenthal gehörte zur Gemeinde.
Einen ungeahnte wirtschaftlichen Aufschwung nahm das Mühlendorf durch den Bau der Bahnlinie (Giselabahn, Salzburg-Tiroler-Bahn) nach 1860, vor allem nach Fertigstellung des neuen Rangierbahnhofes 1908.

1881 wurde die Freiwillige Feuerwehr Gnigl gegründet.
1934 war die Gemeinde Gnigl/Itzling nach der Stadt Salzburg mit über 10.000 Einwohner die bevölkerungsreichste Gemeinde des Landes Salzburg. Der damit stark angewachsene Verkehr führte zur Neutrassierung der Bundesstraße quer durch den alten Minnesheimpark, der im 19. Jahrhundert mit seinen damaligen pittoresken Miniaturbauten eine vielbesuchte Sehenswürdigkeit dargestellt hatte. Eine frühe Bürgerinitiative konnte zwar den Straßenneubau nicht verhindern, erreichte aber die dauernde Unterschutzstellung und damit Sicherung des restlichen Parkareals. Ab dieser Zeit begannen auch die jungen Teile, Neuhauserfeld und Gnigl Nord zu wachsen, besonders aber erst nach dem Zweiten Weltkrieg, als in Salzburg große Wohnungsnot herrschte.
Gnigl wurde großteils 1935 in die Landeshauptstadt eingegliedert, gleichzeitig – nach Abstimmung – Guggenthal an Koppl angeschlossen. Kleine randliche Teile von Gnigl wurden 1939 eingemeindet. Die ehemals zu Gnigl gehörenden Gebiete, die 1860 stadteinwärts der Giselabahn zu liegen kamen, gehören jetzt zum Stadtteil Schallmoos Ost.
Heute ist Obergnigl mit der Stadt weitgehend verwachsen, hat sich aber im alten Kern gewisse Dörflichkeit bewahrt.

## Verkehr und Infrastruktur

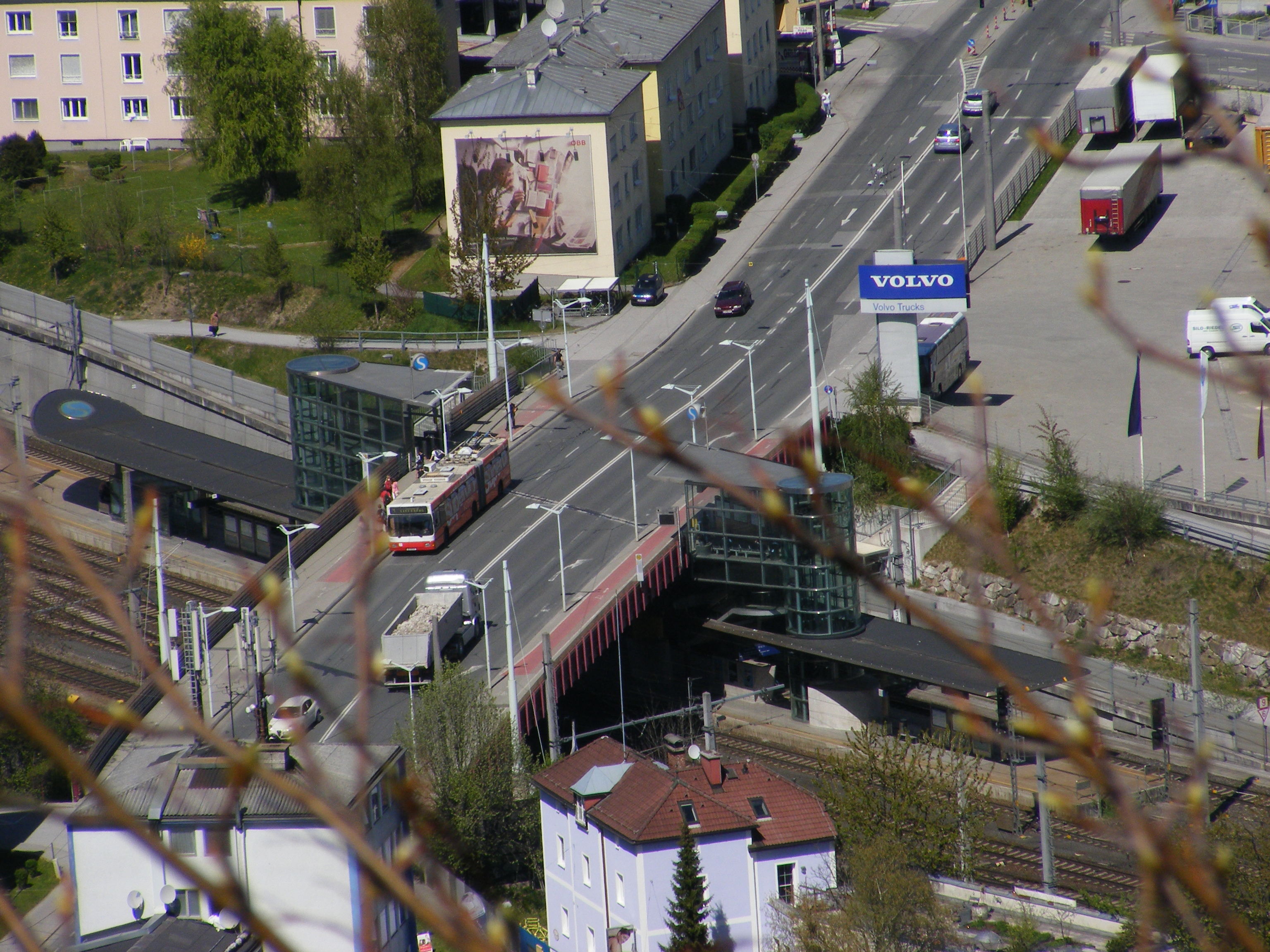
Kreuzung B1/Salzburg-Tiroler-Bahn: Schwabenwirtbrücke

Hauptstraßenverkehrsachsen sind die B1 Wiener Straße (hier Linzer Bundesstraße) und die B158 Wolfgangsee Straße (hier Minnesheimstraße – Grazer Bundesstraße), die in Niedergnigl von der B1 abzweigt. Im Süden quert noch die Eichstraße die Salzburg-Tiroler-Bahn, nach Parsch gibt es keine dezidierte Durchzugsroute, bedeutender sind Ferdinand-Sauter-Straße entlang der Salzburg-Tiroler-Bahn und Kühbergstraße. Nordwärts ist die Bachstraße Hauptstrecke.
Bis Dezember 2003 gab es auch einen Personenbahnhof (Bahnhof Gnigl), welcher im Rahmen des Nahverkehrsprojektes S-Bahn Salzburg durch eine moderne Haltestelle, Salzburg-Gnigl, unter der Schwabenwirtsbrücke (Linzer Bundesstraße) ersetzt wurde. Bei der Erbauung dieser Haltestelle musste die Sportanlage des 1. Salzburger SK weichen. An der S-Bahn-Station halten Züge der S3 im 30-Minuten-Takt. Die Fahrzeit zum Hauptbahnhof beträgt 6 Minuten. Weiters ist Gnigl mit den Obuslinien 2 (nach Obergnigl), 4 (nach Mayrwies) und 10 (nach Sam), der Autobuslinien 23 (Hauptbahnhof – Sam – Obergnigl – Fadingerstraße/Parsch) und 151 (Mirabellplatz – Obergnigl – Gaisbergspitze) erreichbar. Auch der Bahnbus, Regionalbuslinien nach St. Gilgen (Kurs 150) und über Eugendorf (Seekirchen – Obertrum 131, Neumarkt – Straßwalchen 130, Thalgau – Mondsee 140), halten im Stadtteil.

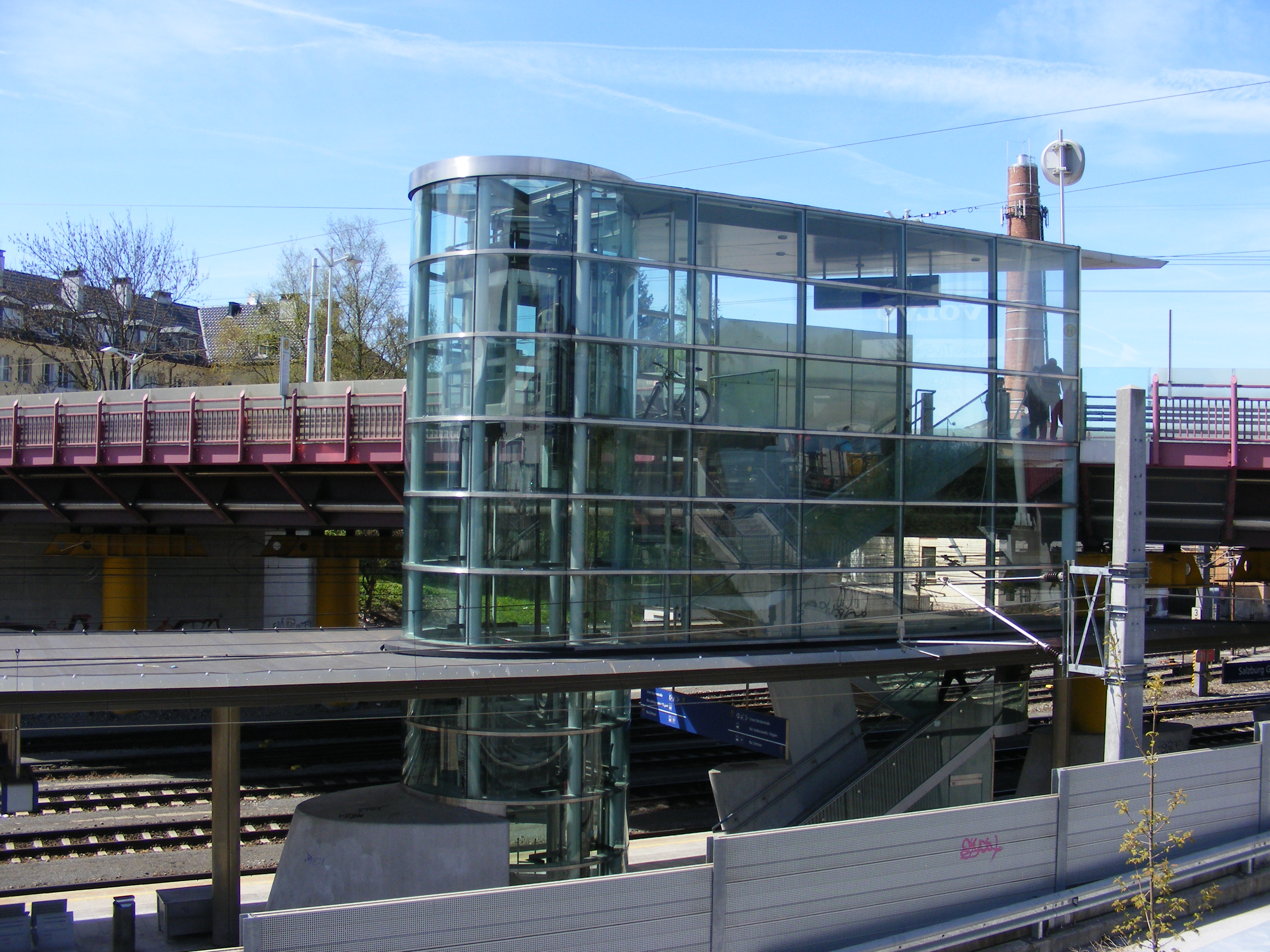
Haltestelle Salzburg-Gnigl, Abgang auf der Schwabenwirtbrücke
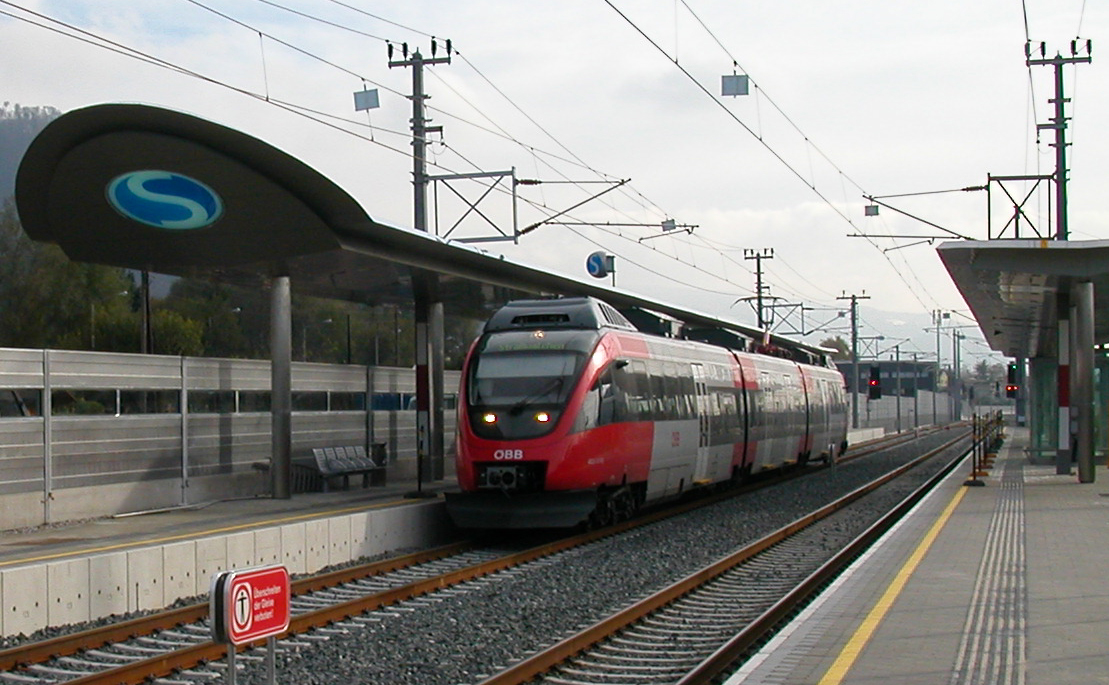
Haltestelle Salzburg-Sam

## Kultur und Sehenswürdigkeiten
- Pfarrkirche Mariä Himmelfahrt und Hl. Michael, mit Friedhof und Friedhofskapelle: Am Rand des historischen Ortskernes von Obergnigl. Der Friedhof hat schon römische und bajuwarische Vorläufer. Die erste Kirche stammte wohl aus dem Mittelalter (urkundlich 1585), die heutige von Fürsterzbischof Firmian 1731–1738, als Kirche im Rokokostil mit Zwiebelturm. Der heutige Gnigler Friedhof wurde 1699 angelegt, und mehrmals erweitert. In der Totenkapelle im Friedhof steht ein Allerseelen-Kulissenaltar, die fein beschrifteten Totenschädeln werden in Holzkästchen aufbewahrt.
- Luggaukapelle Unsere liebe Frau am Schnoderbach, 1700 unweit der Kirche errichtet.
- Kapelle St. Pius X. der Priesterbruderschaft St. Pius X. in der Schillinghofstraße 4. Einer von zwei Messorten des Distrikts Österreich der Priesterbruderschaft im Bundesland Salzburg. Die Kapelle besteht seit 1998. Im Mai 2024 wurden Pläne bekannt gegeben, die Kapelle aufgrund des großen Zulaufs zu erweitern, um weiteren 70 Gläubigen Platz bieten zu können. Außerdem sollen ein 21 Meter hoher Glockenturm, eine Orgel und ein Chor für bis zu zehn Personen errichtet werden.[12][13]
- Schloss Neuhaus ist das im Kern wohl älteste erhaltene Bauwerk von Gnigl. Das Schloss, auf einem steilen Vorberg des Kühberges (dem Neuhauserberg) gelegen ist erstmals bereits 1219 unter Konrad von Neuhaus genannt. Seit dem frühen 14. Jahrhundert ist die kleine Festung in fürsterzbischöflichem Besitz, die 1424 von Erzbischof Eberhard von Neuhaus erweitert und verstärkt wurde. Während des Dreißigjährigen Krieges war die Burg eine starke Verteidigungseinrichtung zur Sperre des Talbodens zum Kapuzinerberg hin. Das Schloss war nach 1508 und wieder von etwa 1650 bis 1697 ein wichtiges Verwaltungs- und Gerichtssitz und. Nach einem Blitzschlag 1795 wurde der Gerichtssitz ins mittlerweile gewachsene Dorf Obergnigl verlegt. Im 19. Jahrhundert wurden verschiedene historisierende Elemente hinzugefügt, unter anderem die Zinnenbekrönung fast sämtlicher Bauteile.
- Schloss Minnesheim samt dem zugehörigen Schlossgarten (erhaltene Teile: Minnesheimpark „Gniglerpark“) ließ Fürsterzbischof Paris Lodron erbauen. Das Schloss (heute Grazer Bundesstr. 22) hat durch den tiefgreifenden Umbau im Jahr 1888 seinen früheren Charakter weitestgehend verloren. Der nach dem Straßenneubau (ehemalige Johann-Nestroy-Straße) übrig gebliebene Teil des Minnesheimparks ist heute ein Landschaftsgarten im englischen Stil. Die frühere kleinräumige kunstvolle Gestaltung des 18. Jahrhunderts ist heute kaum mehr erkennbar. Das dortige Vogelhaus ist ebenso verschwunden wie das Lusthaus, die gotisierende Kapelle, der Ententeich mit der Kanincheninsel, dem holländischen Meierhaus und verschiedene Monumente.
- Die Gnigler Schulen. Seit 1683 besitzt Gnigl einen eigenen „Schulhalter“ (Lehrer). Der Schulunterricht fand dabei zuerst im Blümlhaus und später im Pfarrerstöckl statt. 1859 erhielt Gnigl ein neues Schulgebäude. Nachdem 1869 die allgemeine Schulpflicht eingeführt worden war und Gnigl im Zuge des Bahnbaues zudem stark anwuchs, herrschten in der Gnigler Schule bald große Platzprobleme. Einzelne Klassen übersiedelten darauf notgedrungen in den Thurnerwirt und in ein Gebäude an der Eichstraße nächst der Bahnlinie. 1927/28 erst konnte das heutige großzügige Schulgebäude errichtet werden.
- Der Gnigler Autor Wolfgang Kauer, der seit 2007 die Freitagslektüre im Café Schober veranstaltet, hat dem Gnigler Rangierbahnhof und seinem Verschub die sozialkritische Erzählung „Ausgeklinkt“ gewidmet.[14]

## Persönlichkeiten
Ehrenbürger:
- Andrä Blüml (* 1855 in Lochen; † 1917 in Gnigl) Großgrundbesitzer am Neuhauserhof in Gnigl und Ehrenbürger der Gemeinde; an ihn erinnert die parallel zur Eichstraße liegende Andrä-Blüml-Straße
- Alexander Haidenthaller (* 9. Februar 1868; † 24. Februar 1945) war Ehrenbürger der Gemeinde Gnigl und Verfasser einer 14-bändigen Ortschronik von Gnigl. An ihn erinnert im heutigen Stadtteil die Alexander-Haidenthaller-Straße.

Söhne und Töchter:
- Johann Baptist Oberascher (17. Juni 1737 in Gnigl–9. Oktober 1809 in Salzburg) Glocken- und Kanonengießer
- Eberhard Fugger (3. Jänner 1842 in Gnigl–21. August 1919 in Salzburg) österreichischer Naturforscher
- Albert Schwaiger (13. Oktober 1868–Mai 1915) Besitzer des Gasthofes Zur Plainbrücke, Gemeinderat von Gnigl und Gründer der dortigen Villenkolonie. An ihn erinnert die Albert-Schwaiger-Straße im heutigen Stadtteil Itzling.
- Matthäus Schiestl (* 27. März 1869 in Gnigl (Salzburg); † 30. Januar 1939 in München) Maler und Grafiker.[15]
- Helmut Vogl (* 1944 in Gnigl), Karikaturist, Schauspieler und Herausgeber

Personen mit Beziehung zu Gnigl:
- Dora Hohlfeld (21. Februar 1860 auf Gut Niederbarkhausen bei Oerlinghausen, Deutschland–11. Februar 1931 in Salzburg) deutsche Schriftstellerin, verheiratet in 2. Ehe mit dem akademischen Porträtmaler Bruno Hohlfeld (21. März 1862 in Freiwaldau–18. Januar 1917 in Salzburg)

## Nachweise
- 50101 – Salzburg. Gemeindedaten der Statistik Austria
- Gnigl. In: Salzburger Nachrichten: Salzburgwiki.

1. ↑  Österreichische Geologische Karte, ÖGK200 Blatt Salzburg und ÖGK50 Blatt Salzburg (alt), vergl. auch dazugehörende Erläuterungen und Aufnahmeberichte;
detailliert speziell zum Raum: Siegmund Prey: Bericht 1960 über geologische Aufnahmen im Flyschanteil der Umgebungskarte (1 : 25.000) von Salzburg. Wien 1961. In: Verhandlungen der geologischen Bundesanstalt 1960, Heft 3 (Schlussheft), S. A 54—55 (pdf, geologie.ac.at, gesamtes Heft) – Raum Plainberg–Hochgitzen–Söllheim.
Siegmund Prey: Bericht 1961 über geologische Aufnahmen im Flyschanteil der Umgebungskarte (1 : 25.000) von Salzburg. Wien 1961. In: Verhandlungen der geologischen Bundesanstalt 1962, Heft 3 (Schlussheft), Wien 1962, S. A 50—51 (pdf, geologie.ac.at, gesamtes Heft) – Hallwang, Hochgitzen und Muntigl, Lieferinger Hügel, Walser Berg.
2. ↑  das zeitweise Überfahren der Plainberg-Hochgitzen-Masse, und wohl auch des Heubergs, ist an einem Gletscherschliff am Nußdorfer Hügel nachgewiesen.
3. ↑  Die Randmoränen sind am Schwaighofenberg/Eugendorfer Berg belegt, wo er sich wieder mit dem mächtigen Wallerseelobus traf
 Johann Egger: Bericht 1992 über geologische Aufnahmen in der Rhenodanubischen Flyschzone auf Blatt 64 Straßwalchen. In: Jahrbuch der Geologischen Bundesanstalt, 136, Wien, 1993, S. 567–568 (PDF; 2,3 MB)
auch Gustav Götzinger:  Aufnahmsbericht des Chefgeologen Prof. Dr. Gustav Götzinger über Blatt Salzburg-Ost (4850). In: Verhandlungen der Geologischen Bundesanstalt 1937, Wien 1937, S. 37–41 (Inhalt (Memento des Originals vom 30. August 2012 im Internet Archive)  Info: Der Archivlink wurde automatisch eingesetzt und noch nicht geprüft. Bitte prüfe Original- und Archivlink gemäß Anleitung und entferne dann diesen Hinweis., geologie.ac.at)
4. ↑  Peter Höglinger: Zur villa rustica von Salzburg-Gnigl. In: Raimund Kastler, Felix Lang, Holger Wendling (Hrsg.): Faber Salisburgi. Festschrift für Wilfried K. Kovacsovics zum 65. Geburtstag. Universität Salzburg, Fachbereich Altertumswissenschaften, Salzburg 2018, ISBN 978-3-9504667-0-6, S. 111–120, hier S. 111.
5. ↑  Zur Archäologie Gnigls mit Schwerpunkt auf der römischen Zeit Peter Höglinger: Zur villa rustica von Salzburg-Gnigl. In: Raimund Kastler, Felix Lang, Holger Wendling (Hrsg.): Faber Salisburgi. Festschrift für Wilfried K. Kovacsovics zum 65. Geburtstag. Universität Salzburg, Fachbereich Altertumswissenschaften, Salzburg 2018, ISBN 978-3-9504667-0-6, S. 111–120. Bei der römischen Grabinschrift handelt es sich um CIL III, 5539.
6. 1 2  Raphael Kleinsorg: Abriß der Geographie: Zum Gebrauche in und außer Schulen. … der die Geographie von Asia, Afrika, Amerika und Australien, nebst einem Abriße der Geschichte und Geographie des Erzstiftes Salzburg, und einer Anleitung zur Welt- und Globus-Kunde enthält. Band 2. Verlag Duyle, 1797, II. Gerichte um die Hauptstadt her: 2) Pfleg- und Landgericht Neuhaus oder Gnigl, S. 55 (Google eBook, vollständige Ansicht – Gesamtausgabe S. 330).
7. ↑  Die Trennung von „Gnigl, in die obere und untere abgetheilt“ erwähnt etwa Kleinsorg: Abriß der Geographie. 1797, S. 55 (330).
8. ↑  Die Grazer Bundesstraße verlief früher direkt durch Untergnigl, der Anfang dieser Straße ist heute eine schlängelnde Nebenstraße nördlich parallel zur Minnesheimstraße.
9. ↑  Eichstraße durch den Dorfkern Gnigl – Kühbergstraße unterhalb Schloss Neuhaus waren der alte Überlandweg am Rand der Mooswiesen zum Dorf Parsch südwärts, die untere Eichstraße die Sichtachsen-Allee des Schlosses stadteinwärts; die Parscher Straße ist nur in Neuhauserfeld bedeutender, wurde aber direkt nach der Neuhauserstraße durch einen kurzen Rückbauabschnitt zum Radweg unterbrochen.
10. ↑  Liniennetz- und Umgebungspläne, Salzburger Verkehrsverbund, svv-info.at (diverse Pläne, pdf)
11. ↑  vergl. Kategorie:Buslinie. In: Salzburger Nachrichten: Salzburgwiki.
12. ↑  kath.net: Salzburg: Piusbruderschaft plant Kirchenerweiterung. 6. Mai 2024, abgerufen am 10. Mai 2024.
13. ↑  Salzburger Nachrichten: Neue Kirche der Piusbruderschaft in Salzburg-Gnigl geplant. 4. Mai 2024, abgerufen am 10. Mai 2024.
14. ↑  Wolfgang Kauer: Ausgeklinkt. In: Wolfgang Kauer: Nachtseite. Kurzprosa. Verlag arovell, Gosau 2007, ISBN 978-3-902547-48-4, S. 3–11
15. ↑  Matthäus Schiestl bei Wuerzburgwiki